# Adam Ries
Adam Ries, conosciuto anche col nome di Adam Riese, (Staffelstein, 27 marzo 1492 – Annaberg, 30 marzo 1559), è stato un matematico, scienziato e storico tedesco.

## Vita
Non si sa quasi nulla dell'infanzia, della giovinezza e dell'educazione di Ries. Non si sa nemmeno con certezza quale sia l'anno della sua nascita. La scritta che incornicia l'unico ritratto del matematico dice: ANNO 1550 ADAM RIES SEINS ALTERS IM LVIII. Da ciò si deduce che all'epoca del dipinto, eseguito nel 1550, aveva cinquantotto anni. Perciò si può dedurre che nacque tra il 1492 e il 1493.
Ries dà informazioni su di sé nella prefazione del suo libro "Coß". Si sa per certo qual è il luogo di nascita, Staffelstein. Suo padre, Contz Ries,  possedeva un mulino a Staffelstein e sua madre, Eva Kittler, era la seconda moglie di suo padre.
Non ci sono documentazioni sui primi dieci anni di vita di Ries, perciò non si sa che scuola frequentò. Inoltre non ci sono informazioni su di lui nei registri di immatricolazione delle università di quel periodo.
La prima volta che Adam Ries fu menzionato in un documento era il 22 aprile 1517, quando apparve davanti al Consiglio di Staffelstein per una disputa su una questione di eredità. Già nel 1509 stava a Zwickau con suo fratello minore Conrad che vi frequentava la scuola di latino. Nel 1518, Ries andò ad Erfurt, dove diresse una scuola di matematica, scrisse due dei suoi libri di matematica e li pubblicò.
Nel 1522 o nel 1523, andò ad Annaberg, dove abitò per il resto della sua vita. Qui nel 1524 terminò il suo libro di testo di algebra "Coß", ma il libro fu pubblicato solo nel 1992 da B.G. Teubner. In questo periodo Ries conobbe Anna Leuber. Le nozze della coppia furono registrate nel registro della Chiesa di Sant'Anna ad Annaberg nel 1525. Nello stesso anno prese la residenza ad Annaberg, dove comprò una casa e vi si trasferì. All'inizio si guadagnò da vivere come Rezessschreiber (ossia come controllore dei conti delle miniere), e poi come Gegenschreiber (contabile delle miniere) e Zehntner (amministratore finanziario regionale). Nel 1539 comprò "Riesenburg", una piccola fortezza fuori dalla città, i cui edifici portano ancor oggi il suo nome. Il suo ultimo lavoro fu stampato nel 1550; morì il 30 marzo, 1559. Non si sa dove fu seppellito, se ad Annaberg, a Riesenburg o da qualche altra parte.

## Famiglia
Ries ebbe almeno otto figli. Tre dei cinque figli maschi, Adam, Abraham e Jacob, lavoravano come matematici ad Annaberg. Abraham e Jacob morirono nella loro città natale nel 1604, mentre si pensa che Adam si spostò nelle montagne dello Harz. Il quarto figlio, Isaac, si spostò a Lipsia, dove lavorò come Visierer (esperto di pesi e misure). Paul, il quinto figlio, fu proprietario terriero e giudice a Wiesa. Le tre figlie, Eva, Anna e Sybilla, si sposarono ad Annaberg.
I discendenti di Adam Ries sono soggetti a costanti e dettagliate ricerche genealogiche. Molti di essi vivono ancora oggi nella zona dei Monti Metalliferi. L'Adam-Ries-Bund (Associazione Adam Ries) ha deciso di cercare tutti i discendenti di Adam Ries e finora ha registrato nel suo archivio più di 20.000 discendenti diretti.

## Opere

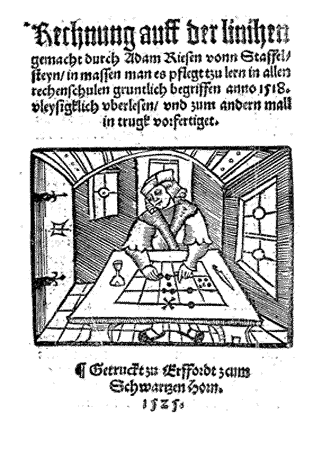

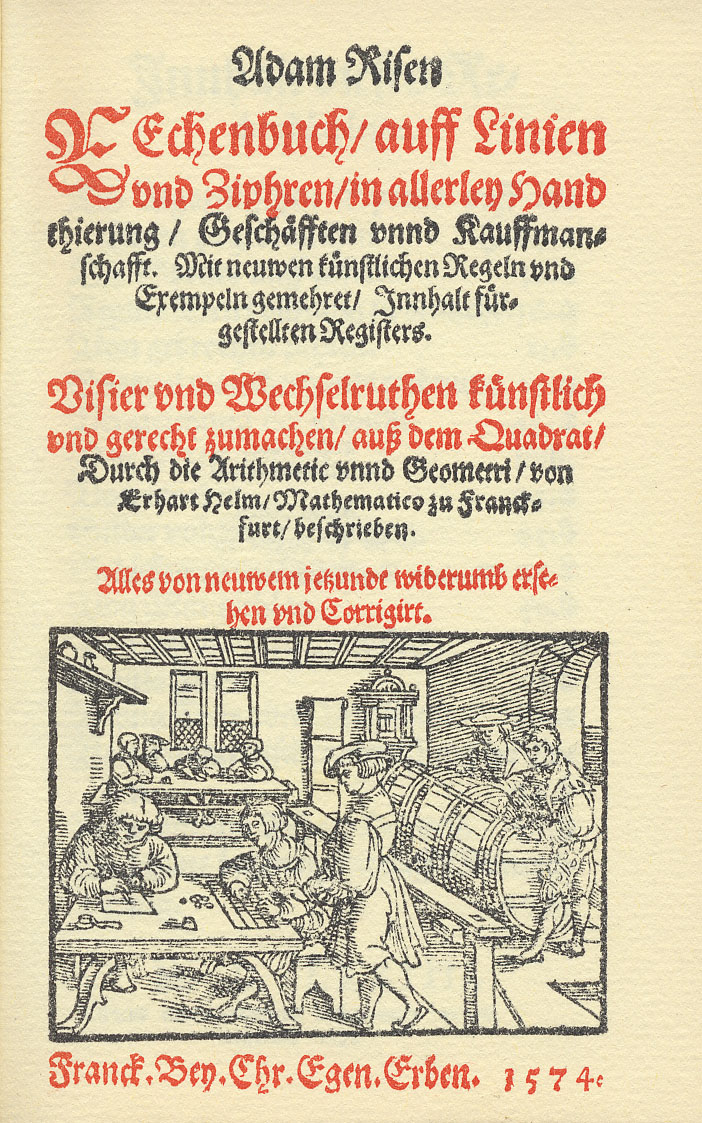
Libro di Aritmetica, 1574

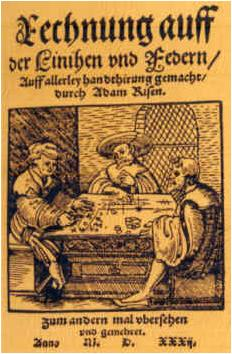

- Rechnung auff der linihen (1518): Ries descrive come fare calcoli su linee di un piano di calcolo, una sorta di abaco. Come dice la prefazione, la seconda edizione è stata pensata per i ragazzi.
- Rechenung auff der linihen und federn… (1522): oltre a descrivere come eseguire calcoli sul piano di calcolo, descrive come fare calcoli usando le cifre indiane-arabe. Il libro è stato scritto per gli apprendisti di uomini d'affari e artigiani. Finora è stato pubblicato 114 volte.
- Coß (manoscritto del 1524, stampato nel 1992): è un libro di testo di algebra che contiene i nomi delle variabili e delle incognite comunemente usati nel Medioevo e stabilisce il legame tra l'algebra medievale e l'algebra moderna.
- Ein Gerechent Büchlein/ auff den Schöffel/ Eimer/ vnd Pfundtgewicht... (manoscritto del 1533, stampato nel 1536): contiene tabelle per tenere la contabilità quotidiana, una specie di guida che, come dice Ries nell'introduzione, aiuta "il povero uomo comune a non essere imbrogliato quando compra il pane”. È anche conosciuto col titolo di "Annaberger Brotordnung" , che significa “ordinare il pane ad Annaberg”.
- Rechenung nach der lenge/ auff den Linihen vnd Feder (1550): è spesso citato con un titolo più breve: "Practica". Il libro riporta anche il ritratto dell'autore e dà un'indicazione sulla data di nascita.

Bisogna sottolineare che Adam Ries non scrisse i suoi lavori in latino, come si era soliti fare a quel tempo, ma in tedesco. Per questo le sue opere ebbero una grande diffusione e Ries contribuì, come Martin Lutero, all'unificazione della lingua tedesca.
Adam Ries è considerato il "padre della computabilità moderna” e diede un enorme contributo nell'evidenziare che i numeri romani non sono affatto comodi per effettuare calcoli, diffondendo così un utilizzo sempre più ampio delle cifre arabe.

## Nome
Secondo l'uso odierno, si possono trovare entrambe le varianti del suo nome, "Ries" e "Riese". Quest'ultima variante era usata al tempo del matematico; infatti in quel periodo i nomi delle persone spesso venivano declinati: al nome "Ries" venne aggiunta una "-e" alla fine come nell'espressione tedesca "nach Adam Riese", che è in uso ancor oggi. Questa espressione significa "secondo Adam Ries" e si usa quando si parla di semplici calcoli. Per esempio è comune dire: “zwei und zwei macht, nach Adam Riese, vier”, che significa "due più due fa quattro, secondo Adam Ries". 
Nei documenti dell'epoca il nome Ries si può trovare anche scritto come "Ris, "Rise", "Ryse" e "Reyeß".

## Monumenti
Annaberg
- 1893: Busto di Robert Henze

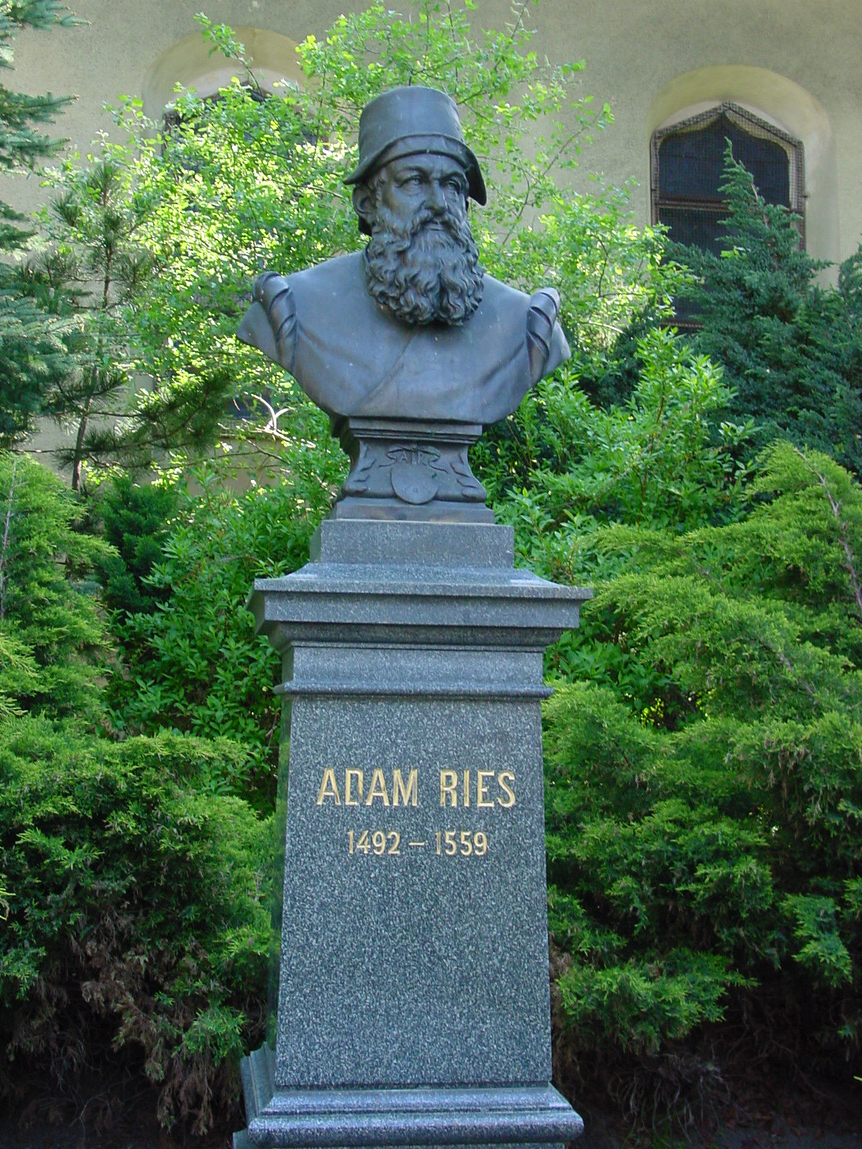
Il monumento ad Adam Ries nella Chiesa della Santissima Trinità ad Annaberg-Buchholz

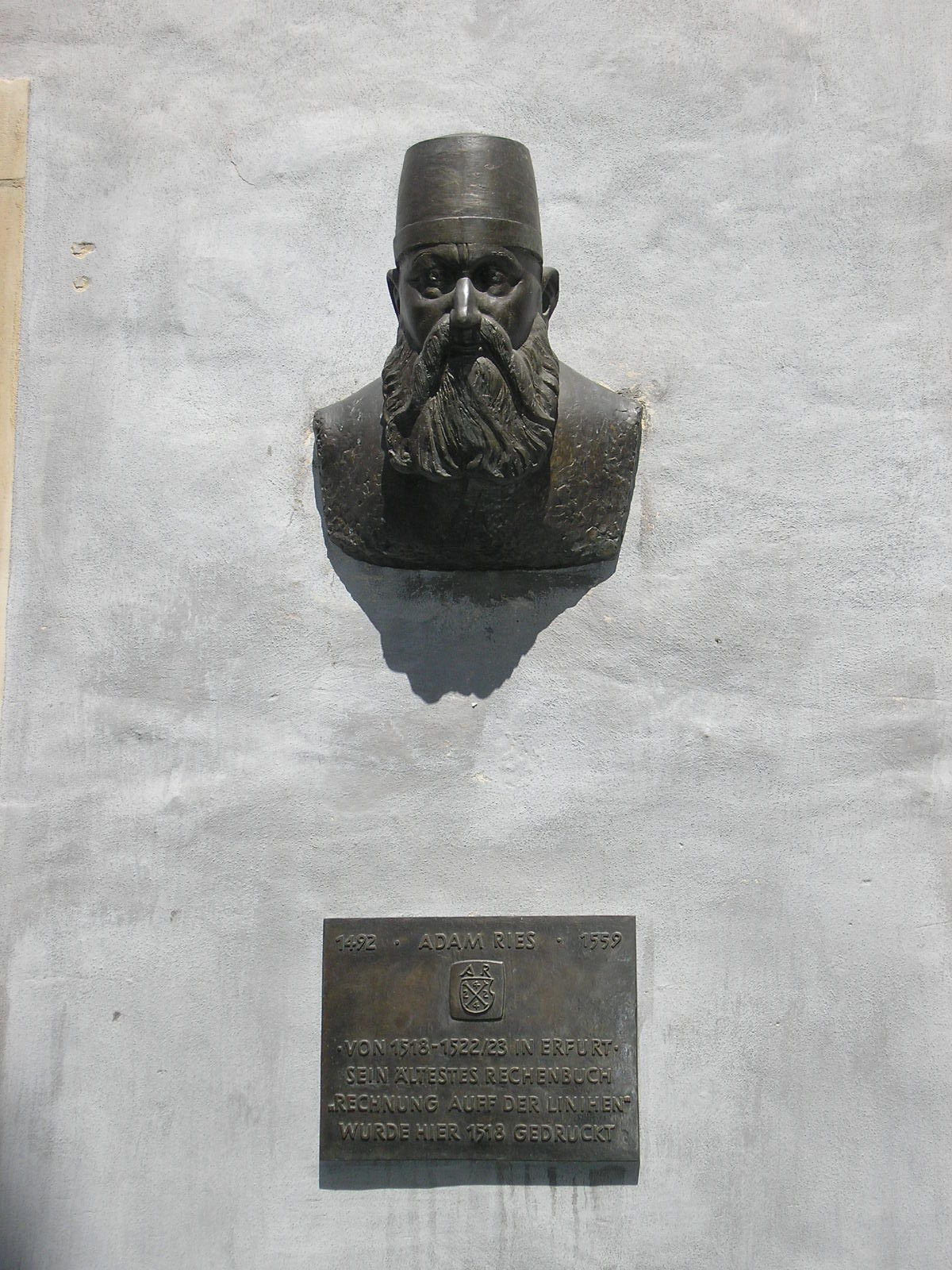
Busto ad Erfurt

In occasione del quattrocentesimo compleanno di Adam Ries, la Società Storica di Annaberg decise nel 1891 di far costruire un monumento in onore del matematico. La scultura, di uno scultore di Dresda, Henze, non fu inaugurata fino al 5 novembre 1893 per problemi economici. Nel 1943 il busto di bronzo fu fuso per costruire armi e fu sostituito dieci anni dopo da una copia in arenaria. Alla fine degli anni Settanta, fu spostato dalla città per paura che le sue condizioni peggiorassero, dato che era costituito da un materiale facilmente deteriorabile. Nel 1991, un nuovo busto in arenaria fu posto nella posizione attuale. Dopo i danni provocati da alcuni atti vandalici nel 1992, fu di nuovo ricostruito grazie all'iniziativa dell'Associazione Adam Ries e fu ancora una volta posizionato davanti alla chiesa in occasione del centesimo anniversario della prima inaugurazione.
Staffelstein
- 1874: Targa presso il Municipio
- 1959: Bronzo in areanaria di Karl Potzler presso il Municipio
- 1980: Bronzo di Hubert Weber presso la filiale della cassa di risparmio in Bamberger Straße
- 1990: Bronzo di Huber Weber di fronte alla filiale della cassa di risparmio in Bahnhofstraße
- 1992: Targa di bronzo all'entrata di Raiffeisenbank, luogo dove si presume sia nato Adam Rise

Erfurt
- 1992: Opera costituita da un busto di bronzo, una targa con un testo e una tabella di calcolo posti sulla superficie stradale in Michaelisstraße 48

## Francobolli
In Germania furono emessi due francobolli in onore di Adam Ries nel 1959 e nel 1992 (Michel catalog n. 308 e 1612). 

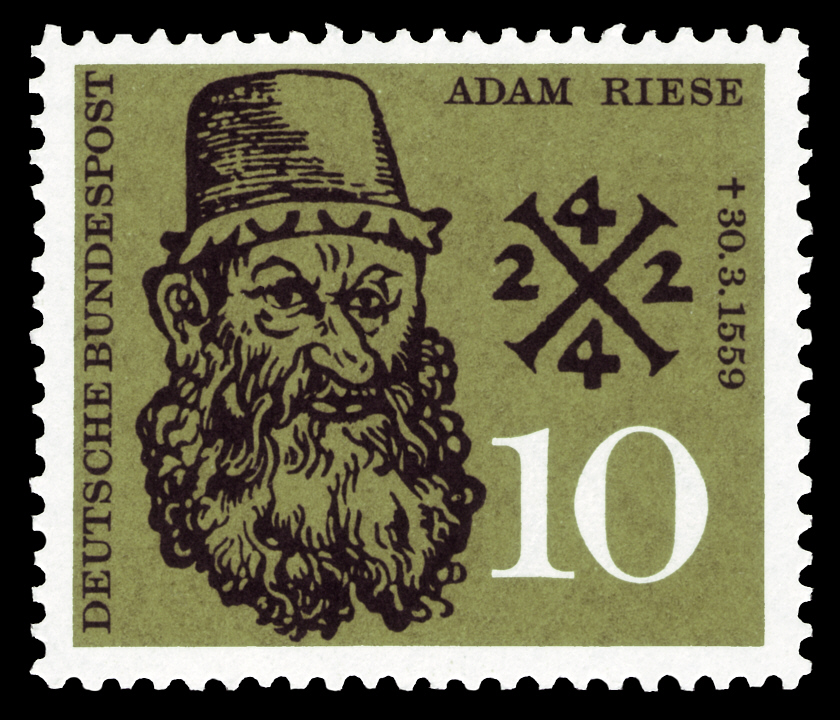
Francobollo emesso in occasione del quattrocentesimo anniversario della morte.

## Curiosità
- Nel 2009, 450 anni dopo la sua morte, Adam Riese ha ricevuto una lettera speditagli dal Gez, ufficio per la riscossione del canone TV, che gli ingiungeva di pagare l'abbonamento di televisione e radio.[1]